# Szlak rowerowy doliny rzeki Ahr
Szlak rowerowy doliny rzeki Ahr (niem. Ahr-Radweg) – szlak rowerowy wzdłuż rzeki Ahr, prowadzący od źródeł rzeki w miejscowości Blankenheim do ujścia do rzeki Ren w Remagen. Całkowita długość trasy to blisko 80 km.